# IC 813
IC 813 — галактика типу Sbc (компактна витягнута спіральна галактика) у сузір'ї Волосся Вероніки.
Цей об'єкт міститься в оригінальній редакції індексного каталогу.